# Dicranodontium insularum
Dicranodontium insularum är en bladmossart som beskrevs av Edwin Bunting Bartram 1959. Dicranodontium insularum ingår i släktet Dicranodontium och familjen Dicranaceae. Inga underarter finns listade i Catalogue of Life.